# Angelika Neutschel
Angelika Neutschel (* 1947 in Cottbus) ist eine deutsche Schauspielerin und Liedermacherin.

## Leben
Angelika Neutschel absolvierte ihr Schauspielstudium an der Hochschule Potsdam-Babelsberg. Danach hatte sie Engagements an den Theatern Zittau, Görlitz, Meiningen, Wittenberg und ab 1981 am Metropol-Theater in Ost-Berlin. Sie wirkte als Schauspielerin vor der Kamera von 1969 bis 1994 in einigen Filmen und Fernsehserien mit. Bekannt als Schauspielerin wurde sie vor allem im Jahr 1985 als zweite Darstellerin der Claudia Schubert in der DDR-Fernsehserie Neues übern Gartenzaun.
In den 1990er-Jahren begann Angelika Neutschel ihre Konzerttätigkeit und den Aufbau einer eigenen Musikformation. Sie tritt seitdem auf der Bühne in literarisch-musikalischen Stücken und Kabarett-Programmen sowie auch als Chanson-Sängerin auf.

## Filmografie
- 1969: Weite Straßen – stille Liebe
- 1970: Unterwegs zu Lenin
- 1971: Dornröschen
- 1980: Mutter darf nicht heiraten
- 1983: Antrag auf Adoption
- 1985: Neues übern Gartenzaun (7-teilige Miniserie)
- 1986: Der Staatsanwalt hat das Wort – Die Kette (Fernsehreihe)
- 1990: Barfuß ins Bett (Fernsehserie, 1 Folge)
- 1994: Wolffs Revier (Fernsehserie, 1 Folge)